# Goryń (województwo kujawsko-pomorskie)
Goryń – osada w Polsce położona w województwie kujawsko-pomorskim, w powiecie wąbrzeskim, w gminie Płużnica.
W latach 1975–1998 miejscowość należała administracyjnie do województwa toruńskiego.